# Herminia Luque
Herminia Luque Ortiz (Granada, 1964) es una escritora española, ganadora del Premio Málaga de Novela en 2015.

## Biografía
Licenciada en Geografía e Historia por la Universidad de Granada, es profesora de instituto. Realizó sus primeras incursiones literarias de la mano de los relatos, ganando el segundo premio del concurso homónimo del ayuntamiento de Cádiz en 1990, volviendo a ser premiada en 1992 en el certamen de Jóvenes Creadores de Málaga. Presente en diversas antologías poéticas, es autora de varias novelas como Bitácora de Poseidón (2010), El códice purpúreo (2011) y Al sur de la nada (2013). En 2015 ganó el Premio Málaga de Novela en su IX edición dotado con 18 000 euros con Amar tanta belleza, ambientada en el siglo XVII español y que constituye un homenaje a las escritoras María de Zayas y Ana Caro. Sobre la obra el jurado destacó la «amenidad», el «cuidado del lenguaje» y la «recreación convincente» de la época y los personajes. La obra salió a la luz en septiembre del mismo año con el sello de la editorial FJML.
En 2020 recibió el premio Edhasa de Narrativas Históricas, por la novela La reina del exilio, basada en el período de la Reina Isabel II de su exilio parisino.
En 2021 fue galardonada con el premio Celia Amorós de ensayo en castellano por su obra Los ojos pintados y relumbrantes de la serpiente.
En 2022 publicó un cuaderno didáctico en torno a la figura de Fernán Caballero titulado Fernán Caballero: la escritora y su doble; también realizó una alocución ciudadana con motivo del Día de la Lectura para el Centro Andaluz de las Letras. Ese mismo año recibió el premio de ensayo Miguel de Unamuno por su obra Sororidad/Hermanadad.
En 2023 le fue concedido el premio de ensayo Miguel Hernández por su obra Carne de pensamiento. El cuerpo poscontemporáneo.
En 2024 Ediciones Cátedra publica su obra Corre, Atalanta. Crítica feminista del deporte, un ensayo que gira sobre la tesis de que el deporte es una estructura del patriarcado que discrimina a las mujeres. A finales de ese mismo año la Diputación de Málaga le otorga el Premio Internacional de Ensayo María Zambrano por su obra El silbido de la seducción. Lo ofídico en María Zambrano. 
Es hermana de la también escritora y poeta Aurora Luque.